# Società Sportiva Enotria 1921-1922
Questa pagina raccoglie i dati riguardanti la Società Sportiva Enotria nelle competizioni ufficiali della stagione 1921-1922.

## Rosa
| N. |                   | Ruolo | Calciatore        |
| -- | ----------------- | ----- | ----------------- |
|    | Italia (bandiera) | P     | Domenico Prete    |
|    | Italia (bandiera) | P     | Giuseppe Taurino  |
|    | Italia (bandiera) | D     | Luca Melle        |
|    | Italia (bandiera) | D     | Davide Smiraglia  |
|    | Italia (bandiera) |       | Aldo Fedele       |
|    | Italia (bandiera) |       | Alberto Ferrarese |
|    | Italia (bandiera) | D     | Eligio Prete      |
|    | Italia (bandiera) | D     | Loris Palumbo     |
|    | Italia (bandiera) | A     | Vincenzo Testa    |

| N. |                   | Ruolo | Calciatore           |
| -- | ----------------- | ----- | -------------------- |
|    | Italia (bandiera) |       | Luigi Lusso          |
|    | Italia (bandiera) | A     | Tommaso D'Ippolito   |
|    | Italia (bandiera) | C     | Giuseppe Gatto       |
|    | Italia (bandiera) |       | Francesco De Pace    |
|    | Italia (bandiera) | C     | Michele Vitale       |
|    | Italia (bandiera) | A     | Gianfranco Pichierri |
|    | Italia (bandiera) |       | Michele Corona       |
|    | Italia (bandiera) | D     | Manuel Lusso         |